# Mycetophila binotata
Mycetophila binotata är en tvåvingeart som först beskrevs av Shinji 1939.  Mycetophila binotata ingår i släktet Mycetophila och familjen svampmyggor. Inga underarter finns listade i Catalogue of Life.